# Thrianta

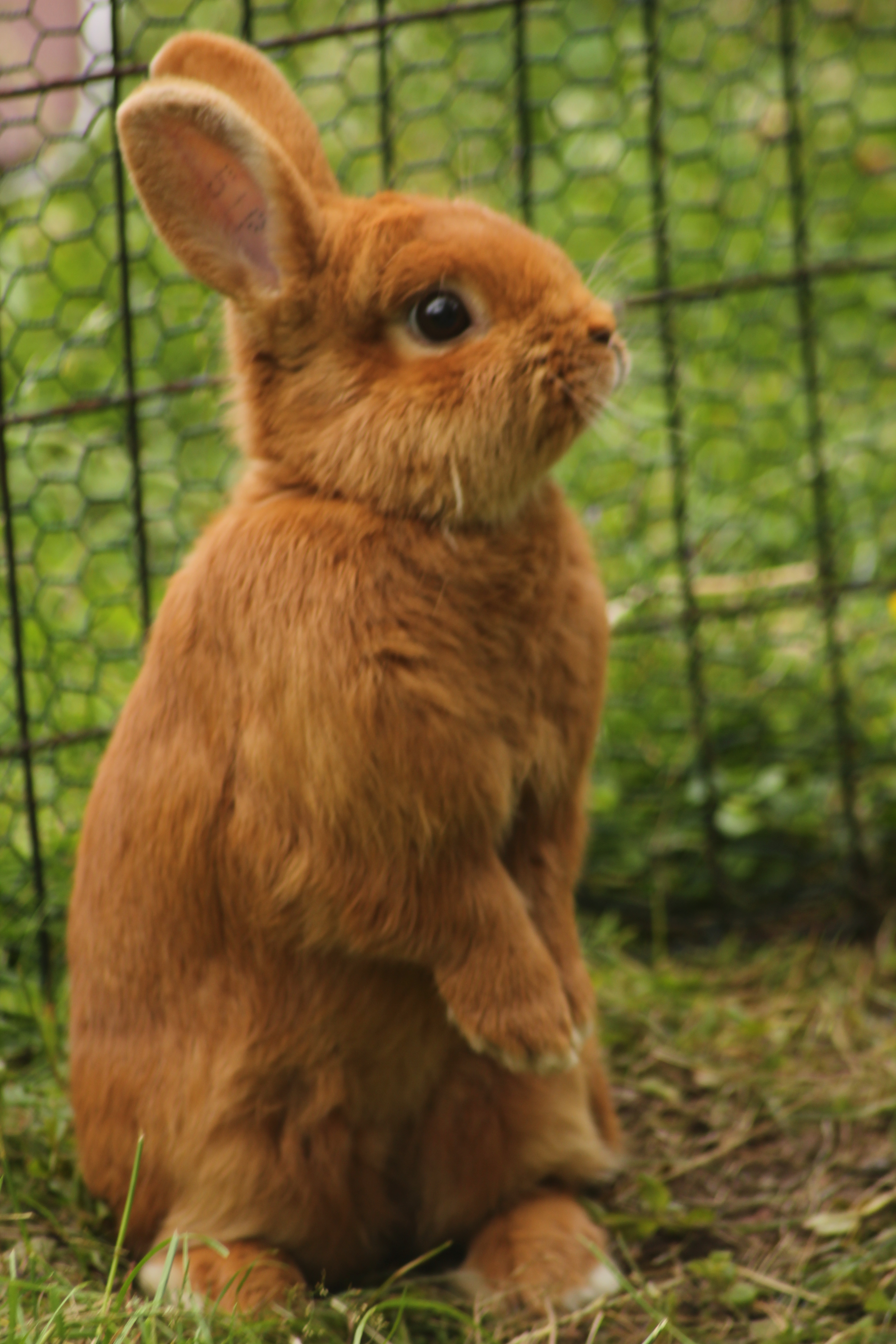
Kanin av rasen Thrianta.

Thrianta är en kaninras som härstammar från Nederländerna. Den har röd eller orange päls, och är gulbrun under tassarna och svansen. Pälsen är mjuk, tät och medellång. Idealvikten för denna kompakta ras är 2,2 till 2,7 kilogram. Innan thriantan importerades till Storbritannien i början av 1980-talet, utvecklades den i Tyskland. Under 1990-talet anlände rasen till USA från både Nederländerna och England. Thriantan är framavlad av H. Andreae uit Assen genom att blanda Tan, Havana och madagaskarfärgad Scheck . Det är en lugn och trevlig kaninras som är idealisk som husdjur.
Innan andra världskriget började H. Andreae uit Assen att avla fram denna orangea kanin och man tror att det handlade om en protest mot den framväxande fascismen i Europa. Thriantan var en symbol för Nederländska kungahuset med sin orangea färg och i motsats till fascismen var den mjuk.